# Clara Barton
Clarissa Harlowe Barton, detta Clara (Oxford, 25 dicembre 1821 – Glen Echo, 12 aprile 1912), è stata un'insegnante statunitense, fondatrice e prima presidente della Croce Rossa della sua nazione.
In un momento storico in cui poche donne lavoravano fuori casa la Barton si è costruita una carriera aiutando gli altri. Uno dei suoi più grandi successi è stata la fondazione della Croce Rossa Americana impegnandosi nel sostegno delle vittime di guerra e di catastrofi. Dal 1976 è ricordata nella Hall of Fame for Great Americans

## Biografia
Era la più giovane figlia di Steve Barton veterano delle guerre contro gli indiani in Michigan e Ohio e sua moglie, Sarah. I suoi fratelli erano Dorothy, Sally, Stephen e David.
Barton ha sempre voluto essere infermiera. Si è presa cura del suo cane quando è stato ferito. Quando Clara aveva 11 anni suo fratello, David Barton, cadde dal fienile. Il medico disse che sarebbe morto. Ma la giovane Clara, determinata si prodigò per salvarlo ed assisterlo riportandolo in salute.

### Vita professionale
Clara Barton divenne insegnante nel 1837 ad Oxford. Nel 1850, Barton ha deciso di proseguire la sua formazione apprendendo scrittura e lingue presso il Clinton Institute di New York. A seguito di questi studi, ha aperto una scuola gratuita nel New Jersey. Sotto la sua guida la scuola ebbe in poco 600 studenti ma il Consiglio invece di premiarla con la presidenza vi mise un uomo a capo. Frustrata da ciò si trasferisce nel 1854 a Washington ed iniziò a lavorare come impiegata nella US Patent Office. Questa era la prima volta che una donna ebbe un incarico dal governo federale e con uno stipendio pari ad un uomo. Successivamente, causa l'opposizione sociale che malvedeva le donne negli uffici fu demansionata a copista e nel 1857 sotto l'amministrazione di James Buchanan lo stipendio le fu ancora più ridotto. Dopo l'elezione di Abraham Lincoln ed aver vissuto con parenti ed amici in Massachusetts per tre anni è tornata a lavorare all'ufficio brevetti nell'autunno 1860, come copista temporanea. Era probabilmente la prima donna a ricoprire una carica nel governo.

### Guerra Civile Americana
Nel 1864 è stata fregiata del titolo dal Generale Unionista Benjamin Butler di Lady in charge degli ospedali al fronte di Army of the James. Tra le sue esperienze più strazianti, un incidente in cui una pallottola lacerò la manica del vestito, senza colpire lei e uccise un uomo che stava curando. È conosciuta anche come l'angelo del campo di battaglia.

### Croce Rossa Americana
Dopo la guerra ambì a partecipare come collaboratrice all'ufficio soldati dispersi al 437 seventh street, Northwest Washington, nel quartiere Gallery place.
La Barton ottenne ampio riconoscimento fornendo lezioni in tutto il paese sulle sue esperienze di guerra. Incontrò Susan B. Anthony ed iniziò una proficua collaborazione con il movimento delle suffragette. Fece la conoscenza di Frederick Douglass e divenne un attivista per i diritti civili dei neri. Nel 1869, durante il suo viaggio a Ginevra, in Svizzera fu introdotta nella Croce Rossa.
All'inizio della guerra franco prussiana nel 1870 assisti la granduchessa di Baden nella preparazione di ospedali militari e con la Croce Rossa fu molto aiuto alla causa. Su richiesta congiunta delle autorità tedesche e il Comitato di Sicurezza di Strasburgo coordinò le operazioni per il sostentamento dei poveri di Strasburgo nel 1871, e di Parigi nel 1872 dopo il suo assedio. Alla fine della guerra fu decorata con la Croce d'oro di Baden e la Croce di Ferro della Germania.
Quando Clara Barton tornò negli Stati Uniti inaugurò un movimento per ottenere il riconoscimento per il Comitato Internazionale della Croce Rossa da parte del governo degli Stati Uniti. Quando iniziò a lavorare a questo progetto nel 1873 la maggioranza degli americani pensavano che un evento catastrofico come la guerra civile non si sarebbe più ripresentata ma la Barton perseverò e ottenne dall'amministrazione di Chester Arthur appoggio per la creazione di questo organo per rispondere alla crisi della guerra.
C. Barton divenne naturalmente la presidente della sede americana della Croce Rossa che tenne la sua prima riunione ufficiale nel suo appartamento in Washington il 21 maggio 1881. La prima società locale è stata fondata nell'agosto 1881 a Dansville, Contea di Livingston, New York dove mantenne una casa di campagna.
Il ruolo della società è cambiata con l'avvento della guerra ispano-americana durante il aiutò i profughi e prigionieri della guerra civile. Nel 1896, in risposta alla crisi umanitaria nell'Impero ottomano a seguito dei massacri Hamidian la Barton navigò a Costantinopoli e dopo lunghe trattative con Abdul Hamid II ottenne l'apertura del primo sede internazionale della Croce Rossa Americana in Turchia. Lavorò inoltre negli ospedali a Cuba nel 1898 all'età di 77 anni. Come ultima operazione che la Barton compì come presidente della Croce Rossa americana fu aiutare le vittime dell'Uragano di Galveston del 1900. Fu istituito anche un orfanotrofio per i bambini. In seguito nel 1904 si dimise visto l'età avanzata. Dopo le dimissioni fondò la Società Nazionale di Primo Soccorso. Il 12 aprile 1912 all'età di 90 anni muore a Glen Echo, Maryland con i suoi amici al suo fianco. La causa di morte fu tubercolosi oltre all'età avanzata

## Monumento storico a Clara Barton
Nel 1975 fu istituito un monumento storico a Clara Barton, Clara Barton National Historic Site al 5801 Oxford Road, Glen Echo, Maryland ovvero la sua casa, dove lei ha vissuto negli ultimi 15 anni.

## Luoghi il cui nome è in onore di Clara Barton
- Barton County, Kansas

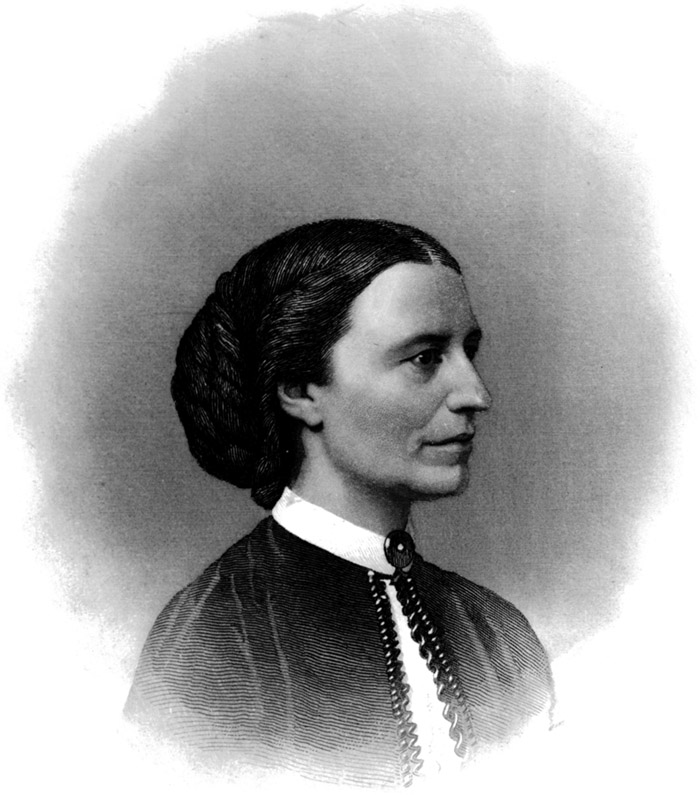
Clara Barton – steel engraving by John Sartain

- Clara Barton School di Bordentown (New Jersey)
- Clara Barton Drive di Fairfax Station, Virginia
- Lake Barton a Burke (Virginia)
- Barton Hall, Iowa State University
- Clara Barton subdivision of Edison, NJ
- Clara Barton Parkway nel Maryland
- Clara Barton Rest Area nel New Jersey
- Clara Barton District, a regional association of Unitarian Universalist Association member congregations
- Clara Barton Elementary School a Oxford, Massachusetts
- Clara Barton Elementary School a Bronx, New York
- Clara Barton Elementary School a Cherry Hill, New Jersey
- Clara Barton Elementary School a Corona, California
- Clara Barton Elementary School a Chicago, Illinois
- Clara Barton Elementary School a Alton, Illinois
- Clara Barton Elementary School ad Anaheim, California
- Clara Barton Elementary School a West Mifflin, Pennsylvania
- Clara Barton School a Philadelphia, Pennsylvania
- Clara Barton Open School a Minneapolis, Minnesota
- Clara Barton School a Fargo, North Dakota
- Clara Barton Woods a Lake Clear, New York
- Clara Barton Street a Dansville, NY
- Clara Barton High School a Brooklyn, New York
- Clara Barton High School a Elizabeth (New Jersey)
- Clara Barton Community Center, Cabin John, MD
- Clara Barton First Aid Squad, Edison NJ
- Cratere Barton, cratere di Venere
- Barton's Crossing, Pittsfield, MA
- Barton Center for Diabetes Education, North Oxford, MA
- Barton Hall alla Montclair State University a Upper Montclair, New Jersey
- Barton Boulevard a Rockledge, Florida
- Clara Barton House, a residence hall at Towson University, Towson, MD.
- Clara Barton Elementary a Long Beach California on Del Amo Blvd

## Nella cultura popolare
- Clara Barton appare come personaggio nella serie televisiva The Gilded Age ed è interpretata dall'attrice Linda Emond.[2]

## Opere
- Barton, Clara H. The Red Cross-In Peace and War Washington, D.C.: American Historical Press, (1898)
- Barton, Clara H. Story of the Red Cross-Glimpses of Field Work New York: D. Appleton and Company, (1904)